# North Port
North Port és una població dels Estats Units a l'estat de Florida. Segons el cens del 2007 tenia 54.308 habitants.

## Demografia
Segons el cens del 2000, North Port tenia 22.797 habitants, 9.111 habitatges, i 6.632 famílies. La densitat de població era de 117,7 habitants/km².
Dels 9.111 habitatges en un 28,8% hi vivien nens de menys de 18 anys, en un 60,6% hi vivien parelles casades, en un 8,8% dones solteres, i en un 27,2% no eren unitats familiars. En el 21,7% dels habitatges hi vivien persones soles el 13,1% de les quals corresponia a persones de 65 anys o més que vivien soles. El nombre mitjà de persones vivint en cada habitatge era de 2,48 i el nombre mitjà de persones que vivien en cada família era de 2,87.
Per edats la població es repartia de la següent manera: un 23,3% tenia menys de 18 anys, un 5,4% entre 18 i 24, un 26,7% entre 25 i 44, un 21,2% de 45 a 60 i un 23,4% 65 anys o més.
L'edat mediana era de 41 anys. Per cada 100 dones de 18 o més anys hi havia 87,5 homes.
La renda mediana per habitatge era de 36.560 $ i la renda mediana per família de 40.594 $. Els homes tenien una renda mediana de 28.534 $ mentre que les dones 22.135 $. La renda per capita de la població era de 16.836 $. Entorn del 5,6% de les famílies i el 8,3% de la població estaven per davall del llindar de pobresa.

## Poblacions més properes
El següent diagrama mostra les poblacions més properes.